# Helper

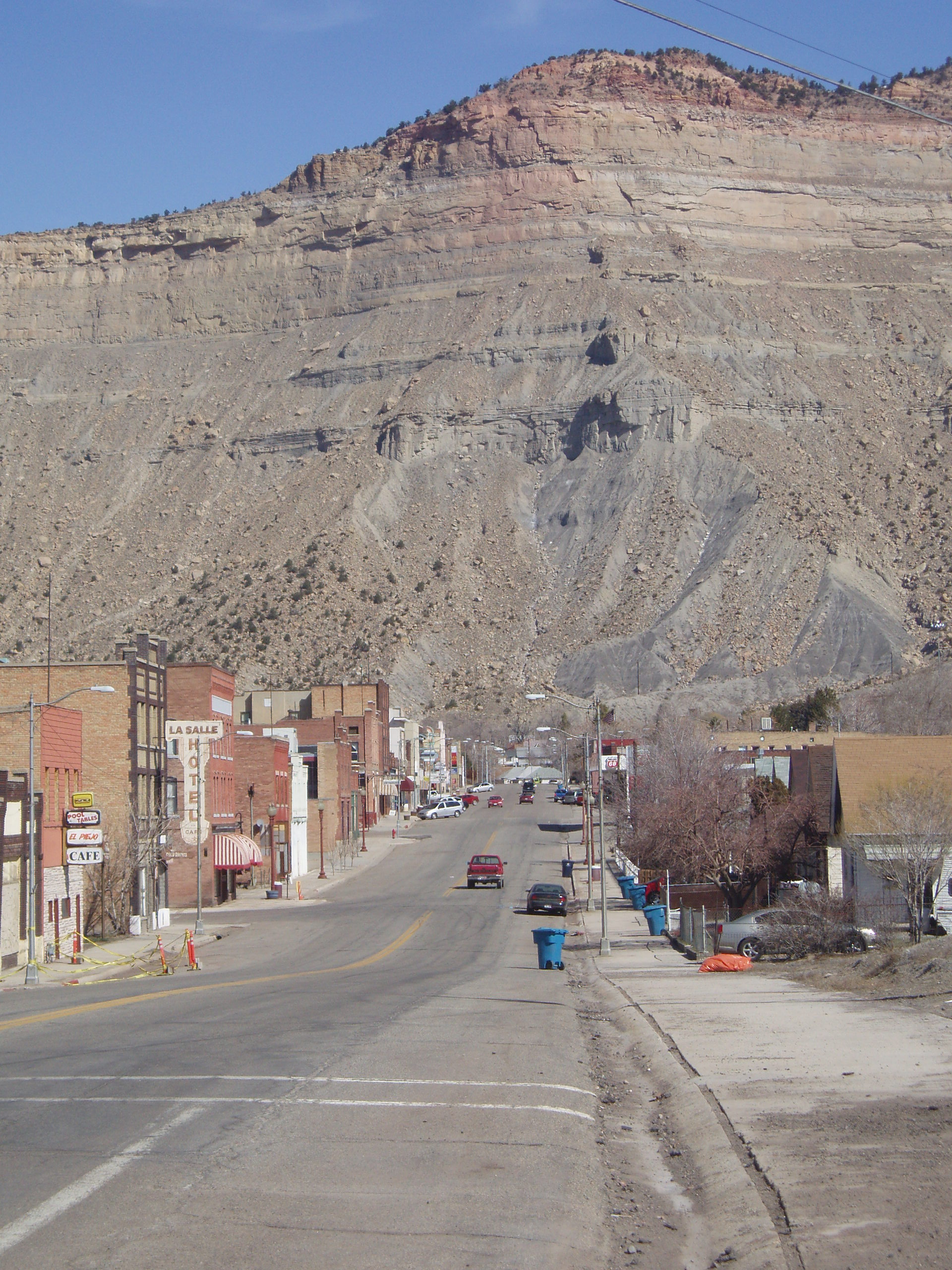
Helper.

Helper es una ciudad del condado de Carbon, estado de Utah, Estados Unidos. Se encuentra a unos 193 km al sureste de Salt Lake City y a unos 11 km al noroeste de la ciudad de Price. También se la conoce como El Cubo del Condado de Carbon (Hub of Carbon County). Según el censo de 2000 la población era de 2.025 habitantes.
La localidad se encuentra junto a la carretera U.S. Route 6, un atajo entre Provo y la carretera interestatal 70, en el camino de Salt Lake City a Grand Junction, Colorado, que en la época de la feria es una ruta panorámica agradable. En la ciudad se encuentra el museo del ferrocarril y la minería del oeste (The Western Mining and Railroad Museum), una atracción turística que contiene artículos del hogar y de los comercios que ilustran la forma de vida de finales del siglo XIX y principios del XX.